# Estadio La Caldera del Sur
Estadio Chillogallo (bijnaam La Caldera del Sur) is een stadion in de Ecuadoraanse hoofdstad Quito, met een capaciteit van 22.000 toeschouwers. 
Het stadion is gelegen in de zuidelijke wijk Chillogallo, waar het zijn naam aan te danken heeft. Het wordt voornamelijk gebruikt voor voetbalwedstrijden en is de thuisbasis van de voetbalclub Sociedad Deportiva Aucas. Het stadion werd op 19 februari 1994 in gebruik genomen.

## Andere evenementen
Naast voetbal wordt het stadion ook gebruikt voor andere evenementen. Zo trad op 10 maart 2009 de band Iron Maiden op voor hun 'Somewhere Back in Time' tour.